# Iouri Mandelstam
Pour les articles homonymes, voir Mandelstam.
Iouri Vladimirovitch Mandelstam (en russe : Ю́рий Влади́мирович Мандельшта́м) né le 25 septembre 1908 à Moscou et mort le 18 octobre 1943 à Jaworzno dans une annexe du camp de concentration d'Auschwitz, est un poète et critique littéraire de la première vague de l'émigration russe, membre de plusieurs cercles littéraires à Paris.

## Biographie
Iouri Mandelstam est né à Moscou le 25 septembre 1908 (8 octobre dans le calendrier grégorien). Son père, Vladimir Arnoldovitch (Wilhelm Aronovitch) Mandelstam (1867, Moguilev - 1960, Paris), citoyen d'honneur de l'Empire russe, est secrétaire du conseil d'administration d'une banque. Sa mère, Sofia Grigorovna Stilman (1885 -?), est originaire de Kiev.
Il émigre avec ses parents dans les années 1920. Son père travaille alors comme comptable. Il fait ses études au lycée russe de Paris, puis à la faculté des lettres de la Sorbonne (1929). Il entre alors dans les associations poétiques Cercle («Круг») et Croisement («Перекрёсток»). Il publié également dans la presse parisienne des vers et des articles de critique littéraire, dont une partie en français. À partir de 1939, après la mort de Vladislav Khodassevitch, il dirige la rubrique critique du journal Renaissance (ru).
Il épouse en 1935 la fille du compositeur Igor Stravinsky, Ludmila Igorevna Stravinskaïa (1908-1938), à laquelle il a été présenté par Gueorgui Adamovitch. Ludmila Mandelstam meurt de tuberculose le 30 novembre 1938. Restée orpheline après la déportation de son père, leur fille Catherine (Kitty) Mandelstam (1937-2002) a grandi dans la famille de son oncle, Théodore Strawinsky, à Genève.
Arrêté à Paris comme juif le 10 mars 1942, interné au camp de Drancy en juillet 1943, il est transféré par le convoi no. 58, en date du 31 juillet 1943, dans un camp nazi d'Auschwitz en Pologne occupée où il meurt le 8 octobre 1943. Plus exactement à Jaworzno, une annexe d'Auschwitz.
Il publie de son vivant un recueil d'articles critiques «Chercheurs» («Искатели») à Shanghai en 1938, et les recueils de poèmes l'Île («Остров»; 1930), Fidélité («Верность», 1932), La troisième heure (Третий час», 1935). Le recueil Années («Годы», 1950), qu'il a lui-même compilé, paraît à titre posthume. Ses œuvres poétiques complètes paraissent en 1990 à la Haye. Wolfgang Kasack porte l'appréciation suivante sur son œuvre :

« La poésie de Mandelstam s'apparente aux vers de Khodassevitch, et se rattache à la Note parisienne. Elle continue la tradition classique de l'acméisme. »

Le cénotaphe de Iouri Mandelstam se trouve au cimetière de Sainte-Geneviève-des-Bois.
La sœur du poète Tatiana Stilman (1904, Kiev - 1984, Paris), née Mandelstam, dans le mariage, Mandelstam-Gatinskaïa, Stilman étant un pseudonyme tiré du nom de jeune fille de sa mère, a été membre du conseil d'administration et peu de temps secrétaire de l'Union de Paris de jeunes poètes et écrivains. Elle a fait publier dans Croisement, dans les recueils de l'Union des jeunes poètes et écrivains ; un de ses poèmes est dans l'anthologie Ancre («Якорь»; 1936).

## Œuvres
- (ru) Остров [« L'Île »], Paris,‎ 1930 ;
- (ru) Верность [« Fidélité »], Paris ;
- (ru) Третий час [« La troisième heure »], Berlin ;
- (ru) Искатели [« Chercheurs »], Shanghai,‎ 1938 ;
- (ru) Годы [« Années »], Paris,‎ 1950.

### Publications récentes
- (ru) Собрание стихотворени, Poésies choisies, La Haye,‎ 1990 ;
- (ru) « "Зачем нужна эта легкость без края..." » [« À quoi sert cette légèreté sans limites ... »], Новая Юность, vol. 5, no 32,‎ 1998 (lire en ligne, consulté le 27 septembre 2018) ;
- (ru) Статьи и сочинения в 3 т. Том 1. О русской литературе [« Articles et compositions en trois tomes. Tome 1. Sur la littérature russe »]  (Rassemblés par Marie Stravinsky (М. Стравинская) et Yelena Dubrovina (Е. Дубровина). Archives Marie Stravinsky), Moscou, Litres,‎ 2018 (ISBN 978-5-04-104141-0, lire en ligne) ;
- (ru) Статьи и сочинения в 3 т. Том 2. О литературе Европы и Америки [« Articles et compositions en trois tomes. Tome 2. Sur la littérature d'Europe et d'Amérique »]  (Rassemblés par Marie Stravinsky (М. Стравинская) et Yelena Dubrovina (Е. Дубровина)), Moscou, Litres,‎ 2018 (ISBN 978-5-04-110252-4, lire en ligne) ;
- (ru) Статьи и сочинения в 3 т. Том 3. Музыка, театр, история, философия, живопись, наука [« Articles et compositions en trois tomes. Tome 3. Musique, théâtre, histoire, peinture, science »]  (Archives Marie. Stravinsky (М. Стравинская) rassemblé par Marie Stravinsky et Yelena Dubrovina (Е. Дубровина)), Moscou, Litres,‎ 2018 (ISBN 978-5-04-110184-8, lire en ligne).